# Colditz
Colditz er en by med 4.870 indbyggere i den tyske delstat Sachsen, beliggende ved floden Mulde i Regierungsbezirk Leipzig. Den er bl.a. kendt for Schloß Colditz, det lokale slot som var en berømt krigsfangelejr, Oflag IV-C, for højere allierede officerer under 2. verdenskrig.
Colditz nævnes tidligst i år 1046 som Cholidistcha, og i 1100-tallet opstod en købstad og St. Nikolaikirken. Den nævnes som by i 1265. I 1404 købte Wettindynastiet herskabet Colditz, og indlemmede det i markgrevskabet Meissen. En stor bybrand hærgede byen i 1504, og ombygningen af borgen Colditz til slot begyndte. Mellem 1578 og 1591 blev en renæssancebygning opført som jagtslot for det kursachsiske hof. Colditz var enkesæde for kurfyrstinde Sophie af Sachsen mellem 1602 og 1622. Der var tidlig farveproduktion i byen, og farve fra Colditz blev brugt på meissnerporcelæn fra 1710. Byen blev ramt af oversvømmelse i 2002.
- Markedspladsen i Colditz
- Schloss Colditz
- Stadtkirche, bykirken i Colditz
- Rådhuset i Colditz

## Ekstern henvisning
- Wikimedia Commons har flere filer relateret til Colditz